# 中ノ堂一信
中ノ堂 一信（なかのどう かずのぶ、1946年10月11日 - ）は、日本の美術史研究者。京都造形芸術大学教授（芸術表現・アートプロデュース学科）。専門は工芸文化史、生活芸術史。東洋陶磁学会、芸能史研究会、意匠学会に所属。

## 経歴
京都府京都市生まれ。立命館大学文学部史学科卒業後、東京国立近代美術館（主任研究官）、国立国際美術館（学芸課長）を経て現職。1993年 - 94年には文化庁在外研究員としてオランダ、フランス、米国で研究活動に従事。1997年にはオーストラリア政府招聘美術館研究員として近代日本工芸作品の調査に参加した。研究活動の他、各地での講演や、展覧会の企画などにも携わる。

## 主な著作（単書、共著、編集）
- 『中世勧進の研究』（法藏館、2012年）
- 『作家別やきものの見かた』（東京美術、2004年）
- 『富本憲吉のやきもの』（小学館、2003年）
- 『茶陶−歴史と現代作家101人』（日本放送出版協会、2002年）
- 『アジア陶芸史』（昭和堂、2001年）
- 『楽と京焼』（講談社、1999年）
- 『近代日本の陶芸家』（河原書店、1997年）
- 『人間国宝の茶道具』（淡交社、1996年）
- 『富本憲吉全集』　(全3巻)（小学館、1995年）
- 『16代永楽善五郎作品集』（光村推古書院、1995年）
- 『DICITIONNAIRE DELA CIVILISATION JAPONAISE』（『EDITIONS HAZAN』 PARIS, 1995年）
- 『Modern Japanese Ceramics in American Collections』（『Japan Society』 NY, 1993年）
- 『日本の陶芸 - 今・100選』（日本放送協会、1992年）
- 『人間国宝 - 山本陶秀作品集』（毎日新聞社、1992年）
- 『JAPAN TRADITIONAL CRAFT』（朝日新聞社、1990年）
- 『現代の日本陶芸』(全10巻)（淡交社、1989年）
- 『陶芸の絵紋様-現代編』（求龍堂、1987年）
- 『森野嘉光作品集』（求龍堂、1985年）
- 『講座日本技術の社会史-窯業編』（日本評論社、1984年）
- 『京都窯芸史』（淡交社、1984年）
- 『京女』（中央公論社、1982年）
- 『近代日本のガラス工芸』（東京国立近代美術館、1982年）
- 『日本芸能史-第2巻』（法政大学出版局、1982年）
- 『日本やきもの集成-京都』（平凡社、1981年）
- 『日本歴史地名大系 - 京都市』（平凡社、1979年）
- 『京の伝統と文様-京焼-』（美乃美社、1979年）

## 論文
- 国立情報学研究所収録論文 国立情報学研究所